# Otto Hipp

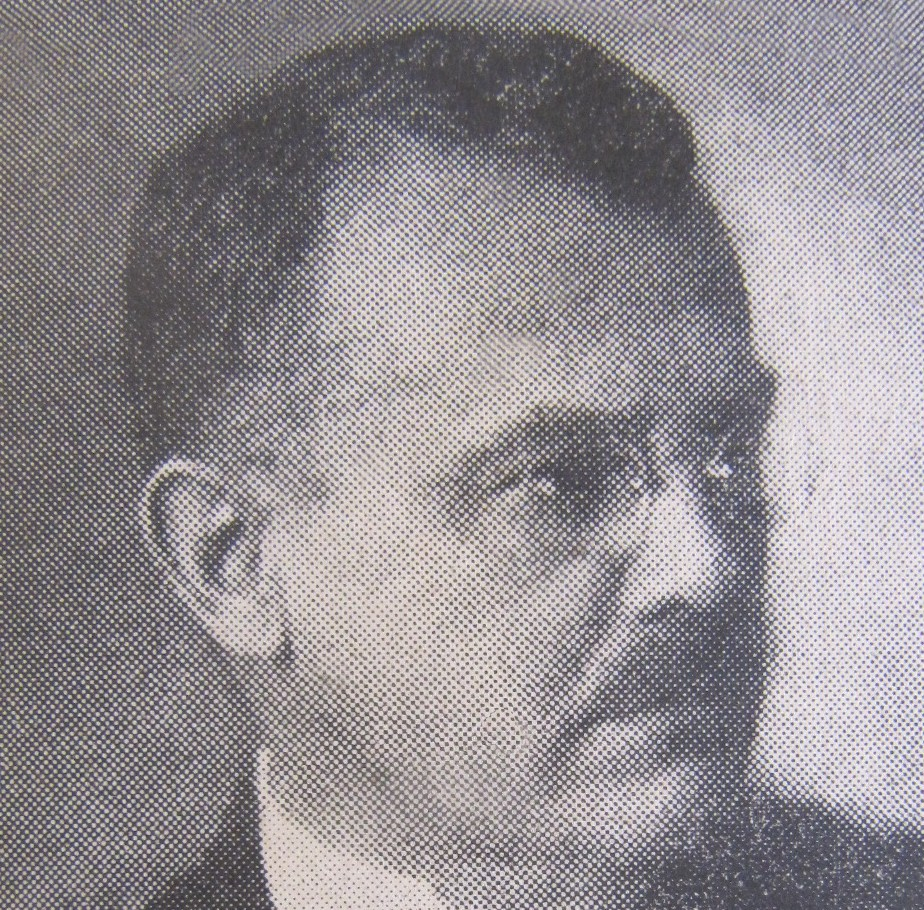
Otto Hipp, aufgenommen vor 1915

Otto Hipp (* 26. September 1885 in München; † 2. Januar 1952 ebenda) war zur Zeit der Weimarer Republik von 1920 bis zu seiner gewaltsamen Entfernung aus dem Amt 1933 Oberbürgermeister von Regensburg. Nach dem Zweiten Weltkrieg wurde er zum ersten bayerischen Kultusminister ernannt.

## Oberbürgermeister in Regensburg

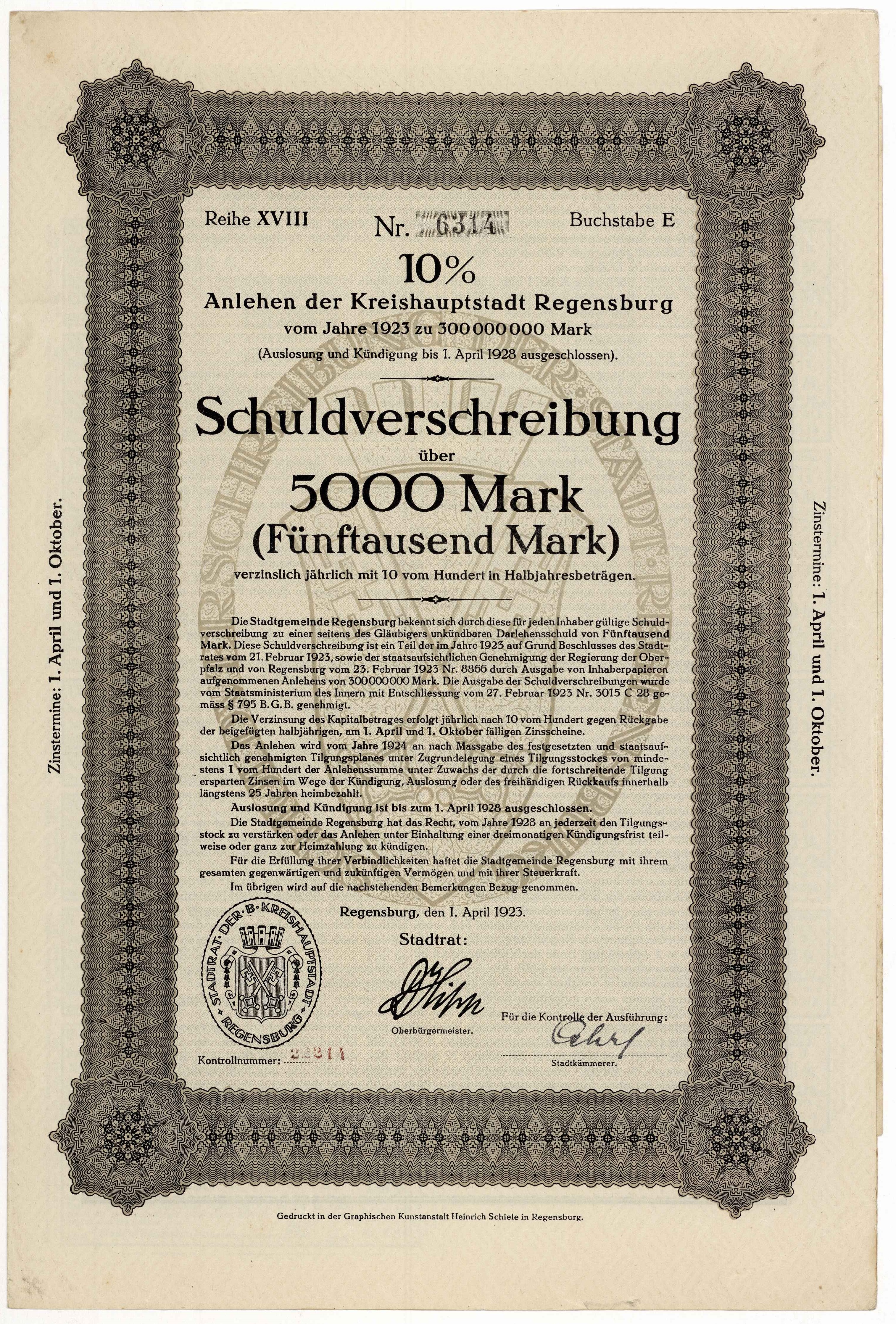
Anlehen der Kreishauptstadt Regensburg vom 1. April 1923 mit Unterschrift von Oberbürgermeister Hipp

Der nach Studium in München promovierte Rechtsanwalt (1911) Otto Hipp wurde nach seiner Rückkehr als Kriegsteilnehmer im Ersten Weltkrieg im November 1918 zum rechtskundigen  Magistratsrat in Regensburg ernannt und wurde Mitglied der Bayerischen Volkspartei (BVP), die zur gleichen Zeit im November 1918 in Regensburg gegründet worden war. Seit September 1919 war Otto Hipp ehrenamtlicher 2. Bürgermeister und wurde ein Jahr später am 28. November 1920 zum 1. Bürgermeister (Oberbürgermeister) von Regensburg gewählt. Nach den Gemeindewahlen von 1924 konnte Hipp im Stadtrat mit 18 Mandaten für die BVP, 5 Mandaten für die linksliberale Deutsche Demokratische Partei und 9 Mandaten für die SPD mit einer ausreichenden Mehrheit der BVP regieren. Die wirtschaftliche Lage der Stadt hatte sich nach dem Ende des 1. Weltkrieges zunehmend verschlechtert. Industriebetriebe waren nicht vorhanden und der Betrieb im Hafen litt unter dem Zusammenbruch des Donauhandels. Trotz vieler Bemühungen gelang es in den Folgejahren nicht, Industriebetriebe in der Stadt anzusiedeln. Die zum Ende der 1920er Jahre anwachsende Weltwirtschaftskrise hatte in Regensburg eine Massenarbeitslosigkeit zur Folge und führte im November 1922 zur Gründung einer von der Mittelschicht geprägten Ortsgruppe der nationalsozialistischen NSDAP, die nach dem Hitlerputsch in München im November 1923 wieder verboten wurde.
Schon 1925 wurde die NSDAP wieder neu gegründet, blieb aber in Regensburg auffällig erfolglos und gewann bei den Gemeinderatswahlen 1929 nur ein einziges Mandat (BVP: 14, SPD 7, Liberale 4, DNVP 1). Daraufhin wurde Regensburg als die„schwärzeste“ Hochburg der BVP als unangreifbar eingeschätzt. Bei den Reichstagswahlen 1930 gelang der NSDAP aber auch in Regensburg ein erheblicher Zuwachs, wobei ihr Ergebnis mit 16,7 % aber unter dem Reichsdurchschnitt von 17,8 % blieb. Der Abstand vergrößerte sich sogar atypisch im Vergleich zu anderen Städten bei den Reichstagswahlen 1932 und 1933, bei denen die NSDAP in Regensburg nur die Hälfte ihres Reichsergebnisses erhielt. Die demokratischen Parteien konnten sich gut behaupten, was in der Berliner Presse zur Einschätzung führte, dass Regensburg unter Oberbürgermeister Hipp als Festung des bayerischen Partikularismus und des katholischen Klerus nicht zu stürmen sei, weil in dieser Stadt die demokratischen Parteien weiterhin Mehrheiten bilden konnten und auch dazu bereit waren. Hipp blieb ein entschiedener Gegner der NSDAP und verbot ihr die Nutzung städtischer Gebäude. Auch nach der Machtergreifung des NS-Regimes und nach der Reichstagswahl am 5. März 1933 wurde das Hissen der Hakenkreuzfahne am Rathaus nicht erlaubt.

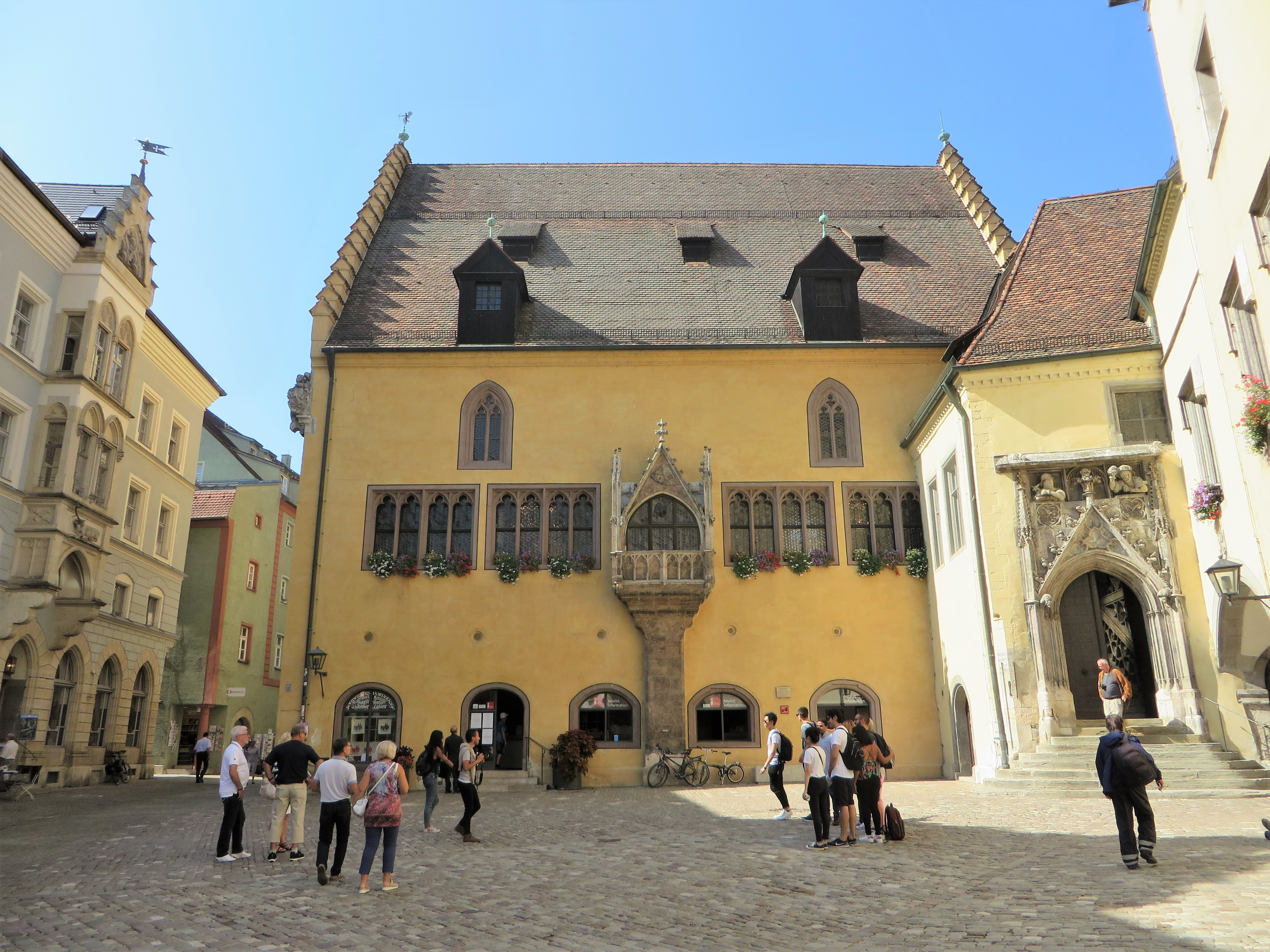
Altes Rathaus Regensburg
Reichssaalgebäude mit Erker und Portalbau

## Sturz als Oberbürgermeister
Wie im gesamten Reichsgebiet konnte auch in Regensburg der Vorgang der nationalsozialistischen Machtergreifung innerhalb des halben Jahres von Januar bis Juli 1933 nur erfolgen durch gleichzeitigen Druck mit Tumulten des „Volkes“ von unten und durch Druck mit Regierungsmaßnahmen von oben. In Regensburg erschienen am 9. März 1933 motorisierte SA-Gruppen mit dem NSDAP-Kreisleiter Wolfgang Weigert drohend vor dem Rathaus und verlangten das Hissen der Hakenkreuzfahne als der Parteifahne der NSDAP. Als Oberbürgermeister Hipp das Hissen der Fahne wegen einer fehlenden Rechtsgrundlage verweigert, wurde die Fahne ohne seine Zustimmung und mit Duldung der Polizei gehisst. Telegraphische Proteste von Hipp beim Reichspräsidenten, beim Reichskanzler und beim Regierungspräsidenten blieben erfolglos. Am Abend ernannte die Reichsregierung General Franz Ritter von Epp, gestützt auf die Reichstagsbrandverordnung, zum Reichskommissar für Bayern und übertrug ihm die Polizeigewalt mit der Aufgabe, Sicherheit und Ordnung in Bayern zu gewährleisten. Epp ordnete die Hissung der Hakenkreuzfahne auf allen Rathäusern in Bayern an und damit liefen die Proteste von Oberbürgermeister Hipp ins Leere. Einige Tage später wurden in München die Minister der bayerischen Regierung durch Minister der NSDAP ersetzt und in Regensburg kam der Reichstagsabgeordnete der NSDAP Hans Georg Hofmann als neuer Polizeidirektor ins Amt.
Am 20. März 1933 versammelte sich auf dem Platz vor dem Alten Rathaus eine große Menschenmenge, die das Gesunde Volksempfinden zum Ausdruck bringen sollte und unter tumultarischen Begleitumständen den Rücktritt von Oberbürgermeister Hipp verlangte. Hipp wurde von einer SA-Abteilung aus seiner Wohnung ins Rathaus geholt und unter Hinweis auf das Ergebnis der Reichstagswahlen vom 5. März 1933 gezwungen, eine Rücktrittserklärung zu unterschreiben. Anschließend verließ Hipp unter Pfui-Rufen das Rathaus und wurde in Schutzhaft genommen, wobei er laut Äußerungen des neuen bayerischen Innenministers Adolf Wagner froh sein sollte, dass er noch am Leben sei. Nach seiner Entlassung ließ sich Hipp als Rechtsanwalt in München nieder.
Nach Hipps Absetzung ernannte die örtliche NSDAP den Arzt Otto Schottenheim zunächst kommissarisch zum Oberbürgermeister, was vom neuen Innenministerium in München sofort bestätigt wurde. Auf den Straßen sorgte die Polizei und die SA als Hilfspolizei für Ruhe, und am nächsten Tag wurde der Stadtrat auf unbestimmte Zeit vertagt. Daraufhin erließ die Reichsregierung auf der Basis des Ermächtigungsgesetzes das Gleichschaltungsgesetz, mit dem die Zusammensetzung der Stadträte in den Kommunen dem Reichstagswahlergebnis (ohne KPD) in der jeweiligen Kommune nachgebildet werden sollte, um überall eine Mehrheit für die NSDAP zu sichern. Für Regensburg, wo die NSDAP vergleichsweise schlecht abgeschnitten und nur ein einziges Mandat erhalten hatte, ergab sich bei der Neuberechnung der Mandate am 22. April keine Mehrheit für die NSDAP, sondern folgendes Ergebnis: BVP 12 Sitze, NSDAP 10 Sitze, SPD, 5 Sitze und DNVP, als Bündnis Kampffront Schwarz-Weiß-Rot, 1 Sitz. In dieser Zusammensetzung bestätigte der Stadtrat am 29. Mai 1933 den schon kommissarisch amtierenden Arzt Otto Schottenheim als Nachfolger von Otto Hipp im Amt des ab 1935 berufsmäßigen Oberbürgermeisters von Regensburg.

## Nach dem Zweiten Weltkrieg
Nach Ende des Zweiten Weltkriegs wurde Hipp am 3. Mai 1945 von der amerikanischen Besatzungsmacht in Bayern bis Juni 1945 in das Amt des 2. Bürgermeisters von München berufen und nachfolgend zum ersten bayerischen Kultusminister nach dem Krieg ernannt. Er stellte mit Erlass vom 23. Juli 1945 die von den Nationalsozialisten beseitigten Bekenntnisschulen wieder her, was eine wichtige Weichenstellung für die Entwicklung des Schulwesens in Bayern war. Aufgrund von inhaltlichen Differenzen mit den Amerikanern wurde er als erstes Mitglied der Regierung Schäffer bereits nach wenigen Monaten wieder entlassen. Hipp war zu dieser Zeit schon Mitglied der CSU. 1950 war Hipp Präsident des Deutschen Katholikentages in Altötting und Passau.
Hipp war Mitglied der katholischen Studentenverbindung KDStV Aenania München im CV. 1922 gehörte er zu den Stiftern der KDStV Trifels München.

## Ehrungen
In Regensburg wurde im Kasernenviertel eine Straße nach ihm benannt.